# Fachmann für Sicherheit und Bewachung
Fachmann für Sicherheit und Bewachung (FSB) ist in der Schweiz ein vom Staatssekretariat für Bildung, Forschung und Innovation (SBFI) anerkannter Weiterbildungsberuf.
Ein eidgenössischer Fachausweis kann nach 2 bzw. 4 Jahren Berufspraxis (mit beruflicher Grundausbildung bzw. ohne) und einer theoretischen, mündlichen und praktischen Prüfung erlangt werden.
Fachmänner für Sicherheit und Bewachung sind auf nicht öffentlichen Arealen tätig und können nur im Rahmen der Jedermannsrechte handeln, sie haben keine Hoheitsrechte. 